# 糠增一
HD 157955，即蛇夫座140G.（140 G. Ophiuchus），又名CD-2913563，SAO 185417、HR 6494，是一颗蛇夫座的恒星，视星等为6，位于銀經357.23，銀緯2.88，其B1900.0坐标为赤經17h 21m 14.9s，赤緯-29° 2.88′ 16″。